# Арл сир Теш
Арл сир Теш (фр. Arles-sur-Tech; кат. Arles) је насељено место у Француској у региону Лангдок-Русијон, у департману Источни Пиринеји.
По подацима из 2010. године број становника у месту је био 2.728, а густина насељености је износила 95 становника/km².

## Демографија
| 1962. | 1968. | 1975. | 1982. | 1990. | 2011. |
| ----- | ----- | ----- | ----- | ----- | ----- |
| 2.604 | 2.760 | 2.945 | 2.889 | 2.837 | 2.700 |